# Севостьянов, Павел Иванович
Па́вел Ива́нович Севостья́нов (1924—1993) — красноармеец Рабоче-крестьянской Красной Армии, участник Великой Отечественной войны, Герой Советского Союза (1944).

## Биография
Павел Севостьянов родился 11 ноября 1924 года в селе Пузево (ныне — Бутурлиновский район Воронежской области). После окончания шести классов школы работал в колхозе. В 1942 году Севостьянов был призван на службу в Рабоче-крестьянскую Красную Армию. С того же года — на фронтах Великой Отечественной войны.
К октябрю 1943 года красноармеец Павел Севостьянов был старшим разведчиком 531-го миномётного полка 12-й армии Юго-Западного фронта. Отличился во время битвы за Днепр. 10 октября 1943 года Севостьянов лично участвовал в боях на плацдарме в районе Запорожья, корректировал огонь батарей миномётов. 13 октября 1943 года около плотины Днепрогэса он вновь корректировал огонь с четвёртого этажа близлежащего здания.
Указом Президиума Верховного Совета СССР от 19 марта 1944 года красноармеец Павел Севостьянов был удостоен высокого звания Героя Советского Союза с вручением ордена Ленина и медали «Золотая Звезда».
После окончания войны Севостьянов был демобилизован. Проживал и работал в родном селе. Скончался 31 мая 1993 года, похоронен в Пузево.
Был также награждён орденами Отечественной войны 1-й степени и Красной Звезды, рядом медалей.